# Stefano Marzo
Stefano Marzo (Lommel, 22 marzo 1991) è un calciatore belga, difensore dell'RFC Liegi.

## Carriera

### Club
Ha debuttato in Eredivisie con la maglia dell'Heerenveen.

### Nazionale
Ha giocato per l'Under-18 e l'Under-19 olandese.

## Palmarès
- Coppa dei Paesi Bassi: 1

PSV: 2011-2012